# Сърби
Сърбите (на сръбски: срби или srbi) са южнославянски народ, населяващ западната част на Балканския полуостров, предимно Сърбия и Босна и Херцеговина. Според преброяване от 2011 г., общият брой на гражданите на Сърбия (без Косово) е 7 186 862 души. Според това последно преброяване броят на сърбите възлиза на 83,3% от населението на Сърбия. В Централна Сърбия те са 89,4%, а в автономната област Войводина – 66,76%.

## История
Земите, заселени от славяните през 6 век на Балканите, са все планински и гористи местности – студени и бедни планински краища, на запад са карстови (голи и каменисти), на юг – залесени планини с високи пасбища, в по-голямата си част годни за скотовъдство. Това е видно от данъците, които Византийската империя събира от сръбското население (на латински: herbaticum – тревнина и glandaticum – желъдина за храна на прасета).  Името сърби се споменава за първи път през 9 век. В 1168 г. Вилхелм Тирски (историк на кръстоносните походи) описва сръбската земя, като планинска, гориста, непроходима и мъчно достъпна /разположена между Далмация, Унгария и Илирик/ .

## Диаспора
В Босна и Херцеговина сърбите наброяват около 31%, и са вторият по големина народ в страната след бошняците. В Република Сръбска сърби са около 82% населението. В Черна гора сърбите са вторият по-големина народ. Сръбско малцинство е признато и в Румъния след 1918 г.

## Произход
Според Константин Багренородни, сърбите произхождат от некръстените сърби, наричани още бели или аспри, които живеят оттатък Туркия (Унгария) в земята, наречена Бойки. Те се заселили на Балкана по времето на император Ираклий като федерати.